# Daltonia prorata
Daltonia prorata là một loài rêu trong họ Daltoniaceae. Loài này được Kis mô tả khoa học đầu tiên năm 2007.